# Laser Dance
Laser Dance, ook wel geschreven als Laserdance, is een Nederlands spacesynth-project opgericht in 1981 door Erik van Vliet. De groep was populair in de jaren 80 met hits als "Laserdance", "Power Run" en "Humanoid Invasion".
Sinds 1984 werd muziekproducent Michiel van der Kuy ingehuurd door Erik van Vliet, en er werden tal van singles en albums uitgebracht onder deze groepsnaam, die ritmische, dansbare elektronische muziek bevatten. De muziek van Laser Dance wordt hoofdzakelijk voortgebracht met analoge synthesizers, drumcomputers en vocoders. De meeste nummers zijn instrumentaal, maar er worden voortdurend met vocoders klanken gemaakt.

## Geschiedenis
Laserdance startte dus in 1981 met Erik van Vliet, die eigenaar van een muzieklabel en platenzaak in Rotterdam was. Enkele jaren later kwam Michiel van der Kuy erbij, en dit vormde de basis voor een samenwerking.
De eerste release, tevens ook de eerste single van de Lazer Dance, werd met behulp van Fonny de Wulf geproduceerd (coproducent van Rofo). De single is gebaseerd op het gelijknamige lied Laser Dance (B-kant van de single Crime Buster) van de band Sponooch uit 1979. Het succes van de single met een eigen enkele versie was de basis voor toekomstige producties. Voor dit doel bevorderde Erik van Vliet Michiel van der Kuy als coproducer. De tweede single Goody's Return werd uitgebracht in 1984 en was zeer succesvol, net zoals Humanoid Invasion en Power Run. Zelfs het eerste album Future Generation, was een groot succes met bijna 150.000 verkochte exemplaren. Op verschillende titels van de Laser Dance werkten ook andere muzikanten mee, waaronder Rob van Eijk en Ruud van Es. Michiel werkte tussen de Laser Dance producties altijd aan eigen producties en andere muzikale projecten (waaronder Kozmoz, Rygar, Proxyon en Koto). Erik werkte ook aan andere projecten buitenom Laser Dance, voornamelijk het produceren van Italo Disco platen voor artiesten zoals Sisley Ferré, Attack, Kim Talyor en Primero. Vanaf 1990 begon zijn opmars met andere zeer populaire Label o.a; Stealth Records, Food for Woofers, Haunted House Records (wat eerst Hip Hop Records heette) en vele kleinere labels.
In 1987 bracht het Duitse label ZYX alle Hotsound Productie's uit in Duitsland, Oostenrijk en Zwitserland In datzelfde jaar werd er een labeldeal afgesloten uitgebracht.
Na het album The Guardian of Forever in 1996 volgde er een lange pauze en begon Erik weer met Laser Dance, maar dan zonder Michiel. Erik was daarom op zoek naar een andere coproducer, hij vond daarvoor Julius Wijnmaalen. Samen zijn ze toen de studio ingedoken en kwam uiteindelijk het album Strikes Back. Julius had geen idee dat hij een album voor Laser Dance zou maken. Toen het album af was, hoorde hij dat ze het onder de naam Laser Dance zouden uitbrengen. Als hij dat eerder had geweten, had hij het album in de stijl van Laser Dance gemaakt. Het genre was weer trance, met moderne synthesizergeluiden. De nummers klinken anders dan de vroegere Laser Dance-stijl en werden door de fans maar matig ontvangen.
Vervolgens was het een lange tijd stil rondom de band. Later heeft hun label ZYX de rechten van de band gekocht. Erik van Vliet en Michiel van der Kuy waren op dat moment nog slechts gedeeltelijk de namen achter project Laser Dance. Wel werd er in 2004 onder de naam Laserdance Project een Megamix uitgebracht onder ZYX met ook andere italodisco/Spacesynth-artiesten zoals Koto en Hipnosis.
In een interview in december 2010 zei Michiel van der Kuy dat hij in de toekomst geen interesse meer heeft in verdere Laser Dance projecten. Andere bands werden door ZYX gevraagd om te produceren onder het label of onder de naam Laser Dance, maar dat leidde niet tot releases. In 2014 verscheen de nieuwe single Moon Machine, die toch weer werd geproduceerd door Michiel van der Kuy, op de compilatie-cd ZYX Italo Disco Spacesynth Collection en de nieuwe single Cosmic Energy op ZYX Sampler ZYX Italo Disco New Generation Vol. 5. Met beide titels keerde hij terug naar het oude Laser Dance-geluid. Cosmic Energy werd gecomponeerd door Andreas Mohr en geproduceerd met zijn eigen muziekproject Cyberspace, ook binnen het Synthdance- of Spacesynth genre. Erik van Vliet produceerde weer mee.
Eind 2015, begin 2016 is Michiel weer teruggekomen en besloten samen weer nieuw materiaal uit te brengen. Dat resulteerde in het album Force Of Order dat gelanceerd werd op 30 september 2016. Ook werd er eind 2015 een nieuw compilatiealbum uitgebracht getiteld Greatest Hits & Remixes in de gelijknamige serie van ZYX Records. Op 10 maart 2017 is het uitgebracht op lp. In oktober 2018 kwam het album Trans Space Expres uit en in 2024 kwam hun meest recente album, Mission Hyperdrive, uit.

## Discografie

### Albums
- Future Generation (1987)
- Around the Planet (1988)
- Discovery Trip (1989)
- Changing Times (1990)
- Ambiente (1991)
- Technological Mind (1992)
- Hypermagic (1993)
- Fire on Earth (1994)
- The Guardian of Forever (1995)
- Strikes Back (2000)
- Force Of Order (2016)
- Trans Space Express (2018)
- Mission Hyperdrive (2024)

### Compilatiealbums
- The Maxi-CD Collection of Laser Dance (1991)
- Best of Laserdance (1992)
- Laserdance Orchestra Volume 1 (1994)
- Laserdance Orchestra Volume 2 (1994)
- The 12" Mixes (1995)
- Koto / Laserdance / Trilithon - In Concert (1999)
- Electronic Hits (2003)
- Greatest Hits & Remixes (2015)

### Megamix
- Megamix Volume 1 (1988)
- Megamix Volume 2 (1989)
- Megamix Volume 3 (1990)
- Megamix Volume 4 (1991)

### Singles
- "Laser Dance" (1984)
- "Goody's Return" (1984)
- "Humanoid Invasion" (1986)
- "Power Run" (1987)
- "Fear (Remix) / Battle Cry (Remix)" (1987)
- "Shotgun (Into the Night)" (1988)
- "Laserdance ('88 Remix)" (1988)
- "Laserdance / Andromeda - Laserdance (The Ultimative '88 Remix) / Galactica" (1988)
- "Cosmo Tron" (1989)
- "The Challenge" (1990)
- "Technoid" (1992)
- "Laserdance / Koto - Humanoid Invasion / Visitors" (1998)

### Diversen
- "Laserdance" (2008, MP3-formaat)